# Jinshan

District Jinshan

Jinshan (Vereenvoudigd Chinees: 金山区, Traditioneel Chinees: 金山區, pinyin: Jīnshān Qū, betekenis Gouden berg) is een district in het uiterste zuidwesten van de stadsprovincie Shanghai. Het district heeft een oppervlakte van 586,14 km² en telde in 2001 536.900 inwoners.
Het district grenst in het westen aan de provincie Zhejiang en heeft een 23,3 km lange kustlijn aan de Hangzhoubaai vlak voor deze in de Oost-Chinese Zee overgaat. Het district dankt zijn naam aan de eilandjes 6,2 km voor de kust van het district. Da Jinshan (Grote gouden berg), Xiao Jinshan (Kleine gouden berg) en Fu Shan (Drijvende berg). De top van het eiland Da Jinshan is met 103 m het hoogste punt van Shanghai.
De kust van Jinshan is een populaire toeristische locatie. De rest van Jinshan is door de groei van Shanghai van een eerder ruraal gebied met kleine dorpen verworden tot een residentiële zone met enkele voor- of satellietsteden. De verbindingen met Puxi zijn verbeterd en werden op 28 september 2012 geoptimaliseerd met de afwerking en ingebruikname van de Jinshan Railway die de reistijd naar Station Shanghai-Zuid tot 30 min. terugbrengt.
Ook de grote Shanghai chemische industriezone is in het district gelegen, met de hoofdzetel van de Shanghai Petrochemical Company Ltd.

## Galerij

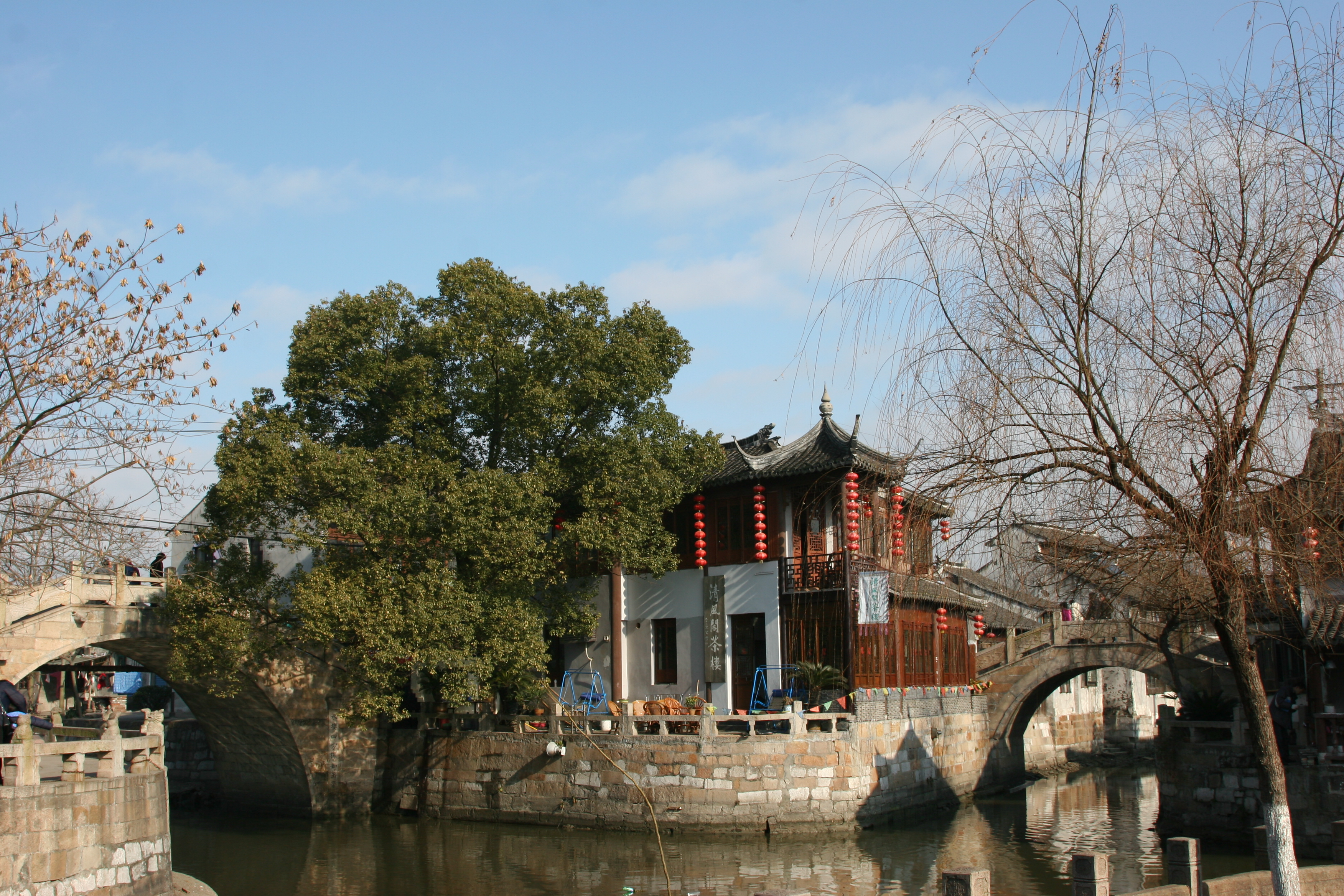
Het oude stadje Fengjing
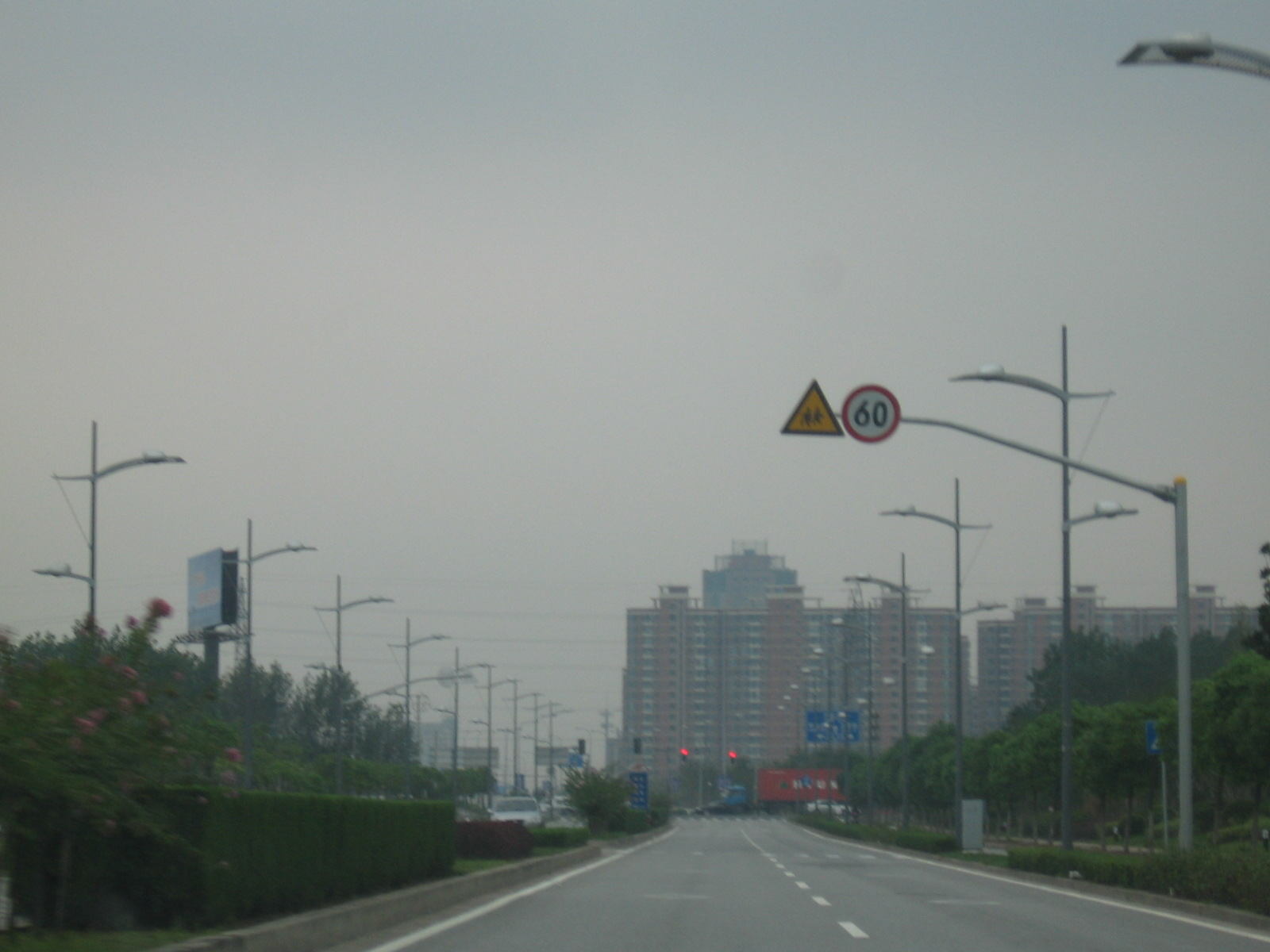
New Jinshan City gezien vanop de verbindingsweg South Songwei Road